# جو جادج (لاعب كرة قدم)
جو جادج (بالإنجليزية: Joe Judge)‏ هو لاعب كرة قدم بريطاني في مركز الهجوم، ولد في 1 يوليو 1947 في أردري ‏ في المملكة المتحدة. لعب مع نادي كوينز بارك.